# Inter-Amerikaans Hof voor de Rechten van de Mens

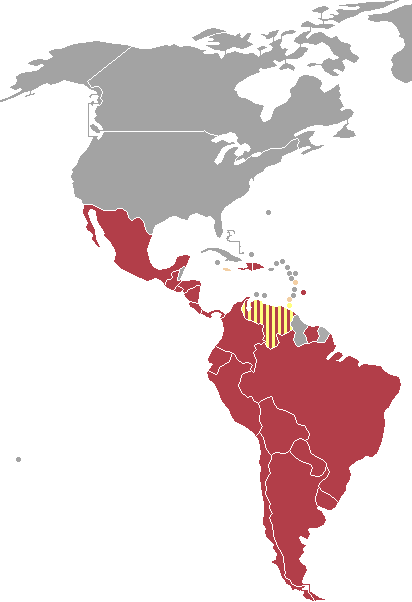
Bordeauxrood - leden die algemene bevoegdheid accepteren
Oranjerood - ondertekenaars die niet de volledige bevoegdheid aanvaarden
Gearceerd - voormalige leden

Het Inter-Amerikaans Hof voor de Mensenrechten (Spaans: Corte Interamericana de Derechos Humanos, CIDH) is een autonoom juridisch instituut gevestigd in de stad San José, in Costa Rica. Samen met de Inter-Amerikaanse Commissie voor de Rechten van de Mens heeft dit Hof tot doel de rechten van de mens in de Organisatie van Amerikaanse Staten te beschermen.
Het Hof is op 18 juli 1978 opgericht naar aanleiding van het American Convention on Human Rights uit 1966, met als doel de bepalingen uit dat verdrag af te dwingen. De twee belangrijkste functies van het Hof zijn rechtspraak en advisering.

## De rechtsprekende functie
De rechtsprekende functie van het Hof houdt in dat het Hof uitspraken doet in concrete gevallen van mensenrechtenschendingen door staten die partij zijn bij het American Convention on Human Rights en die het Hof als rechtsprekende instantie erkennen. Eind 2004 waren dat Argentinië, Bolivia, Colombia, Costa Rica, Chili, Ecuador, El Salvador, Guatemala, Haïti, Honduras, Nicaragua, Panama, Paraguay, Peru, Suriname, Trinidad en Tobago, Uruguay en Venezuela. Staten die het Hof niet als rechtsprekende instantie erkend hebben kunnen per casus besluiten het Hof toch te erkennen "voor de gelegenheid".
Zaken kunnen door de Inter-Amerikaanse Commissie voor de Mensenrechten en door aangesloten staten onder de aandacht van het Hof gebracht worden. Burgers van de lidstaten kunnen geen zaken inbrengen. Wanneer burgers menen dat hun mensenrechten geschonden worden kunnen zij hun zaak inbrengen bij de Inter-Amerikaanse Commissie voor de Mensenrechten, die dan beslist of de zaak wordt ingediend bij het Hof. Als het Hof vervolgens oordeelt dat een staat inderdaad mensenrechten heeft geschonden, zal zij aanbevelingen doen over de wijze waarop genoegdoening kan plaatsvinden.

## De adviserende functie
De adviserende functie van het Hof houdt in dat het Hof aanvragen tot het uitbrengen van advies ontvangt van lidstaten en hun instituten over de interpretatie van de bepalingen in de American Convention on Human Rights en over andere vraagstukken die de mensenrechten betreffen. Het Hof adviseert vervolgens in die concrete gevallen.

## Samenstelling
Het Hof bestaat uit zeven rechters, waarvan er een tevens als voorzitter en een tevens als vicevoorzitter optreedt. Deze rechters hebben gedurende zes jaar zitting in het Hof, en kunnen daarna voor nog zes jaar opnieuw gekozen worden. Uit één land mogen nooit meer dan twee rechters afkomstig zijn. De rechters mogen ook optreden in zaken die hun eigen herkomstland betreffen. Wanneer een zaak behandeld wordt van een land waarvan geen rechter zitting heeft in het Hof, dan is dat land gerechtigd om voor die ene zaak een achtste rechter toe te voegen.
Momenteel - eind 2017 - zijn de leden van het Hof en de periode waarvoor ze benoemd zijn:
- Roberto de Figueiredo Caldas Brazilië president 2013–2018
- Eduardo Ferrer Mac-Gregor Poisot Mexico vice-president 2013–2018
- Eduardo Vio Grossi Chili rechter 2016–2021
- Humberto Antonio Sierra Porto Colombia rechter 2013–2018
- Elizabeth Odio Benito Costa Rica rechter 2016–2021
- Eugenio Raúl Zaffaroni Argentinië rechter 2016–2021
- Patricio Pazmiño Freire Ecuador rechter 2016–2021

## Moiwana
Op 15 augustus 2005 werd bekend dat het Hof de regering van Suriname heeft veroordeeld inzake het bloedbad van Moiwana in 1986.